# 小行星9614
小行星9614（9614 Cuvier）是一颗绕太阳运转的小行星，为主小行星带小行星。该小行星于1993年1月27日发现。

## 轨道参数
小行星9614的轨道半长轴为2.2891372 UA，离心率为0.100。